# Mjölkbudet
Mjölkbudet är en roman skriven av den nordirländska författarinnan Anna Burns som gavs ut 2018. Den vann Man Booker Prize för fiktion 2018. Det var första gången som en författare från Nordirland vann utmärkelsen. Romanen vann också "National Book Critics Circle Award" för fiktion 2018.
Berättelsen, som utspelar sig under konflikten i Nordirland, följer en 18-årig tjej som trakasseras av en äldre, gift man som är känd under namnet "mjölkbudet". Romanen fick positiva recensioner av The Guardian, The Daily Telegraph, The Irish Times, The New Yorker, The New York Times, The Boston Globe, NPR, The Washington Post och Slate.

## Teman

### Politik
I "Mjölkbudet", görs politik av vardagsbeteende, även av opolitiskt sådant.  Huvudkaraktärens "kanske-pojkvän"  visar upp en ny bil som han har köpt för hans grannar, bara för att sedan bli marginaliserad när några märken på motorn avslöjar att den har blivit producerad i Storbritannien.

## Mottagande

### Utmärkelser
Romanen vann  2018 "Man Booker Prize" .
År 2020 vann romanen även International Dublin Literary Award. 

 